# João Tomás
João Henrique Pataco Tomás (* 27. Mai 1975 in Oliveira do Bairro) ist ein portugiesischer Fußballspieler, der zurzeit beim CRD Libolo aus Angola unter Vertrag steht. Zudem war er Nationalspieler in der portugiesischen Fußballnationalmannschaft. Der Mittelstürmer spielte zuvor schon bei einigen großen Vereinen wie Benfica Lissabon, Real Betis, Vitória Guimarães oder  Sporting Braga.